# Бартошевич, Геннадий Георгиевич
Генна́дий Гео́ргиевич Бартоше́вич (бел. Генадзь Георгіевіч Барташэвіч; 12 сентября 1934, Минск — 8 октября 1993, там же) — советский и белорусский партийный и государственный деятель, дипломат, второй секретарь ЦК Компартии Беларуси (1983—1987).

## Биография
Белорус, член КПСС с 1957 года. Трудовой путь начал в 1950 году токарем на Минском станкостроительном заводе имени Октябрьской революции (МСЗОР). В 1954–1957 служил в Советской Армии. С 1962 инженер-технолог, начальник бюро, заместитель начальника отдела МСЗОР.
В 1963 году окончил Белорусский политехнический институт, в 1977 году — Минскую Высшую партийную школу. С 1967 года — секретарь Молодечненского городского комитета КП Беларуси, председатель исполнительного комитета Минского городского Совета народных депутатов.

Надгробный памятник Геннадию Георгиевичу Бартошевичу на Восточном кладбище Минска

- В 1977—1983 годах — первый секретарь Минского горкома КП Беларуси,
- В 1983—1987 годах — второй секретарь ЦК КП Беларуси,
- В 1987—1991 годах — чрезвычайный и полномочный посол СССР в Корейской Народно-Демократической Республике.

В 1993 года — посол по особым поручениям Министерства иностранных дел Республики Беларусь.
Член ЦК КПСС в (1986—1991). Депутат Совета Национальностей Верховного Совета СССР 10 и 11 созывов (1979—1989) от Белорусской ССР. ЦК и Бюро ЦК КП Беларуси (1983—1987), депутат Верховного Совета БССР (1975—1980, 1985—1990).

## Награды
- орден Октябрьской Революции
- почётная грамота Президиума Верховного Совета БССР